# Melrakkaslétta
La Melrakkaslétta (en islandés 'la llanura del zorro polar') es una península de Islandia, situada en el noreste del país, en la región de Norðurland Eystra, en el océano Ártico.

## Características
Al oriente limita con el Þistilfjörður y al occidente con el Öxarfjörður. Kópasker se encuentra al sudoeste. Su litoral norte alberga varias penínsulas. Una de ellas, Rifstangi, es el punto más septentrional de la isla de Islandia. Se encuentra en la localidad de Hraunhafnartangi, donde además de halla el faro de Hraunhafnartangi.